# Cryptops lobatus
Cryptops lobatus är en mångfotingart som beskrevs av Karl Wilhelm Verhoeff 1931. Cryptops lobatus ingår i släktet Cryptops och familjen Cryptopidae.
Artens utbredningsområde är:
- Frankrike.
- Italien.

Inga underarter finns listade i Catalogue of Life.